# Крокодил и младенец
«Крокоди́л и младе́нец» («крокодили́т», «диле́мма крокоди́ла») — логический парадокс (софизм), основанный на самореференции. Авторство приписывается Кораксу. По своей структуре софизм напоминает более известный парадокс лжеца и парадокс Эватла.

## Формулировка
Крокодил выхватил у египтянки, стоявшей на берегу реки, её ребёнка. На её мольбу вернуть ребёнка крокодил, пролив, как всегда, крокодилову слезу, ответил:
— Твоё несчастье растрогало меня, и я дам тебе шанс получить назад ребёнка. Угадай, отдам я его тебе или нет. Если ответишь правильно, я верну ребёнка. Если не угадаешь, я его не отдам.
Подумав, мать ответила:
— Ты не отдашь мне ребёнка.
— Ты его не получишь, — заключил крокодил. — Ты сказала либо правду, либо неправду. Если то, что я не отдам ребёнка, — правда, я не отдам его, так как иначе сказанное не будет правдой. Если сказанное — неправда, значит, ты не угадала, и я не отдам ребёнка по уговору.
Однако матери это рассуждение не показалось убедительным:
— Но ведь если я сказала правду, то ты отдашь мне ребёнка, как мы и договорились. Если же я не угадала, что ты не отдашь ребёнка, то ты должен мне его отдать, иначе сказанное мною не будет неправдой.
Кто прав: мать или крокодил? К чему обязывает крокодила данное им обещание? К тому, чтобы отдать ребёнка или, напротив, чтобы не отдать его? И к тому и к другому одновременно. Это обещание внутренне противоречиво, и, таким образом, оно невыполнимо в силу законов логики.

## Другая формулировка
Миссионер очутился у людоедов и попал как раз к обеду. Они разрешают ему выбрать, в каком виде его съедят. Для этого он должен произнести какое-нибудь высказывание с условием, что, если это высказывание окажется истинным, они его сварят, а если оно окажется ложным, его зажарят.
Что следует сказать миссионеру?
Он должен сказать: «Вы зажарите меня». Если его действительно зажарят, окажется, что он высказал истину, и значит, его надо сварить. Если же его сварят, его высказывание будет ложным, и его следует как раз зажарить. Выхода у людоедов не будет: из «зажарить» вытекает «сварить», и наоборот.